# Diocese de San Andrés Tuxtla
A Diocese de San Andrés Tuxtla (em latim: Dioecesis Sancti Andreae de Tuxtla) é uma diocese da Igreja Católica localizada no município de San Andrés Tuxtla, no estado de Veracruz, pertencente a Arquidiocese de Xalapa no México. Foi fundada em 23 de maio de 1959 pelo Papa João XXIII. Com uma população católica de 1.177.000 habitantes, sendo 74,1% da população total, possui 65 paróquias com dados de 2021.

## História
Em 23 de maio de 1959 o Papa João XXIII cria a Diocese de Diocese de San Andrés Tuxtla através dos territórios da Diocese de Veracruz-Jalapa e da Diocese de Tehuantepec. Em 1962 a Diocese de San Andrés Tuxtla juntamente com a Arquidiocese de Veracruz-Jalapa perdem território para a formação da Diocese de Veracruz. Em 1984 a diocese perde novamente território, dessa vez para a criação da Diocese de Coatzacoalcos.

## Lista de bispos
A seguir uma lista de bispos desde a criação da diocese em 1959.
|                             | Nome                             | Período                     | Notas                       |
| Bispos de San Andrés Tuxtla | Bispos de San Andrés Tuxtla      | Bispos de San Andrés Tuxtla | Bispos de San Andrés Tuxtla |
| --------------------------- | -------------------------------- | --------------------------- | --------------------------- |
| 6º                          | José Luis Canto Sosa             | 2021 - atual                |                             |
| 5º                          | Fidencio López Plaza             | 2015 - 2020                 | Nomeado bispo de Querétaro  |
| 4º                          | José Trinidad Zapata Ortiz       | 2004 - 2014                 | Nomeado bispo de Papantla   |
| 3º                          | Guillermo Ranzahuer González     | 1969 - 2004                 |                             |
| 2º                          | Arturo Antonio Szymanski Ramírez | 1965 - 1968                 | Nomeado bispo de Tampico    |
| 1º                          | Jesús Villareal y Fierro         | 1959 - 1965                 | Faleceu no cargo            |